# وكالة تصنيف إئتماني
وكالة التصنيف الائتماني (بالإنجليزية: Credit rating agency)‏ هي شركة تقوم بتعيين التصنيفات الائتمانية، والتي تحدد قدرة المدين على سداد الديون عن طريق سداد أصل الدين وفوائده في الوقت المناسب واحتمال التخلف عن السداد. قد تصنف الوكالة الجدارة الائتمانية لمصدري التزامات الدين، وأدوات الدين، وفي بعض الحالات، لمقدمي خدمة الدين الأساسي، ولكن ليس للمستهلكين الأفراد.
تشتمل أدوات الدين المصنفة من قبل وكالات التصنيف الإئتماني على السندات الحكومية، وسندات الشركات، وشهادات الايداع، والسندات البلدية، والأسهم الممتازة، والأوراق المالية المضمونة، مثل الأوراق المالية المدعومة بالرهن العقاري والتزامات الديون المضمونة.
قد تكون جهات إصدار الالتزامات أو الأوراق المالية شركات، أو كيانات ذات أغراض خاصة، أو حكومات ولاية أو محلية، أو منظمات غير ربحية، أو دول ذات سيادة. يسهل التصنيف الائتماني تداول الأوراق المالية في سوق ثانوي. إنه يؤثر على سعر الفائدة الذي تدفعه الورقة المالية، حيث تؤدي التصنيفات الأعلى إلى انخفاض أسعار الفائدة. يتم تصنيف المستهلكين الأفراد للجدارة الائتمانية ليس من قبل وكالات التصنيف الائتماني ولكن من قبل مكاتب الائتمان (وتسمى أيضًا وكالات الإبلاغ عن المستهلك أو الوكالات المرجعية للائتمان)، والتي تصدر الامتياز الاعتباري.

## مؤسسات التصنيف الائتماني
مؤسسات التصنيف الائتماني هي شركات خاصة تصدر تقييمات لما يسمى الجدارة الائتمانية لدولة أو مؤسسة ما، وينعكس التصنيف الذي تصدره إيجابا أو سلبا على ثقة المستثمرين في هذه الدولة أو المؤسسة وعلى كلفة استدانتها من الأسواق المالية. تسيطر وكالات التصنيف الائتماني "الثلاث الكبرى" على 95٪ تقريبًا من أعمال التصنيف. تتحكم خدمة المستثمرين من وكالة موديز ووكالة إس آند بي غلوبال معًا في 80٪ من السوق العالمية، وتتحكم وكالة فيتش في 15٪ أخرى.

## مستويات التصنيف الائتماني
مستويات التصنيف لدى وكالات التصنيف الائتماني، تتراوح ما بين (AAA) "درجة أمان عالية"، وهو أعلى تصنيف للجدارة الائتمانية، وإن كان يتضمن درجات تابعة مثل (AA)، أو (A)، ثم تصنيف (BBB) ويعني جدارة ائتمانية متوسطة" ودرجاته المختلفة، كما هو في التصنيف السابق، ثم التصنيف (CCC) "جدارة ائتمانية عالية المخاطر"، ثم التصنيف الأخير (DDD) "جدارة ائتمانية متعثرة" ودرجاتهما المختلفة كما في التصنيفين السابقين.